# Lista posiadaczy World Heavyweight Championship (2002–2013)

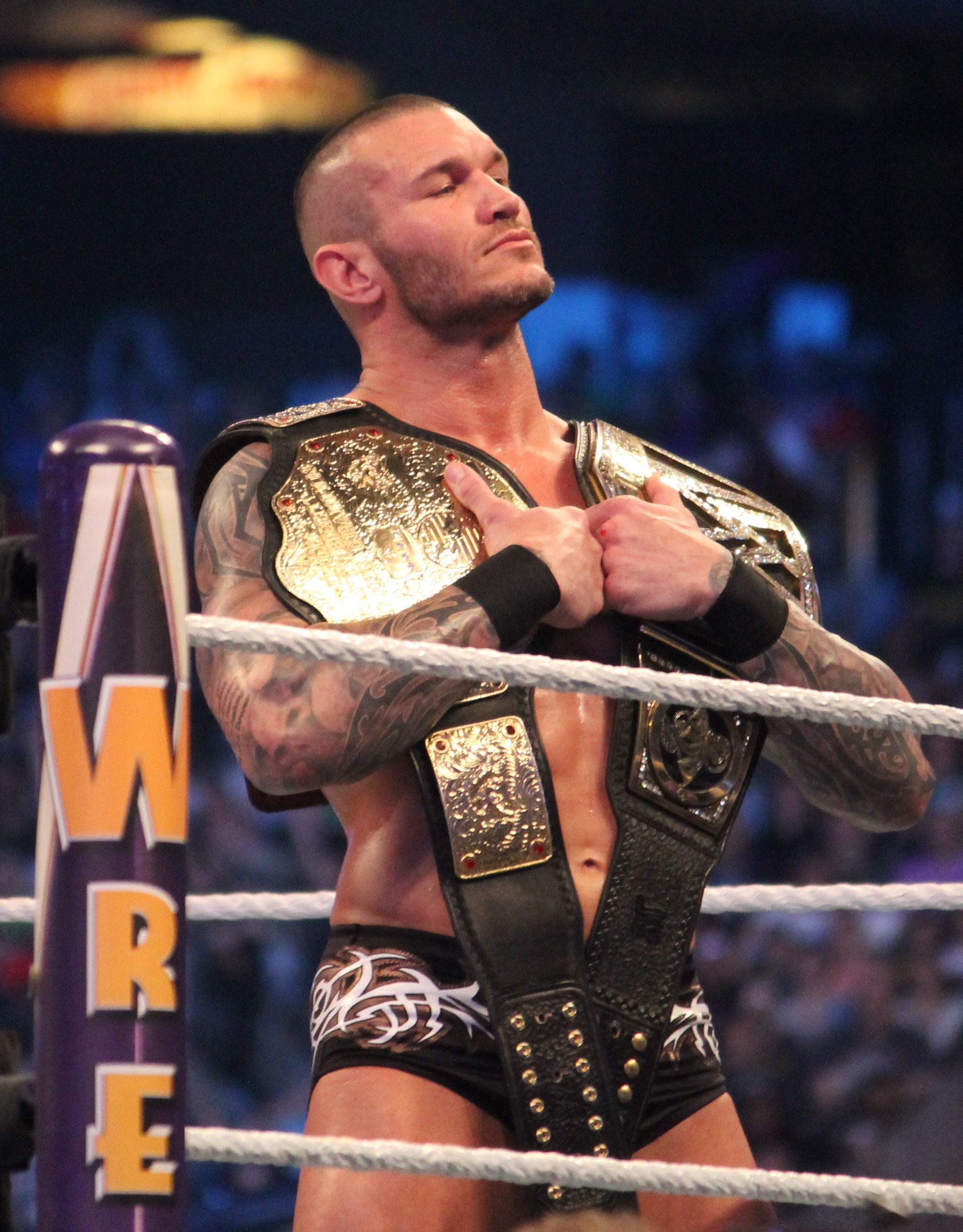
Czterokrotny i ostatni mistrz Randy Orton.

World Heavyweight Championship było tytułem mistrzowskim profesjonalnego wrestlingu w federacji WWE.
Tytuł został stworzony w 2002 po tym jak WWE kupiło World Championship Wrestling (WCW) i Extreme Championship Wrestling (ECW), i podzieliło roster na dwa brandy, Raw i SmackDown, określając to mianem "rozszerzenia brandów".
Oryginalny światowy tytuł WWE, WWF Championship (znany wtedy jako Undisputed (WWE) Championship), który był kombinacją tytułów WWF i WCW zunifikowanych przez Chrisa Jericho, został przeniesiony na SmackDown, w rezultacie czego World Heavyweight Championship zostało utworzone dla brandu Raw. World Heavyweight Championship nie było kontynuacją WCW Championship, bardziej pobocznym następcą WWE Undisputed Championship, tak samo jak w przypadku odcięcia się WCW Championship od NWA World Heavyweight Championship.
Mistrzostwo było bronione w walkach profesjonalnego wrestlingu, gdzie uczestnicy rywalizują pomiędzy sobą w storyline'ach (historiach tworzonych przez wrestlerów i inne osoby). Pierwszym mistrzem był Triple H, który otrzymał tytuł 2 września 2002 od generalnego menadżera Raw, Erica Bischoffa. Łącznie było 25 oficjalnych mistrzów, gdzie Edge posiadał tytuł rekordowe siedem razy. Rekordowe pojedyncze posiadanie należy do Batisty, który trzymał mistrzostwo 282 dni.

## Historia tytułu
| Nr        | Ogólny numer panowania                                                     |
| Panowanie | Liczba panowań konkretnego mistrza                                         |
| Dni       | Liczba dni panowania                                                       |
| Dni roz.  | Dni panowania, które są uznawane przez federację na jej oficjalnej stronie |
| <1        | Oznacza, że panowanie trwało mniej niż jeden dzień                         |

| Nr               | Mistrz          | Zmiana mistrza            | Zmiana mistrza                | Zmiana mistrza      | Statystyki panowania | Statystyki panowania | Statystyki panowania | Notka | Odn.          |
| Nr               | Mistrz          | Data                      | Gala                          | Miejsce             | Panowanie            | Dni                  | Dni roz.             | Notka | Odn.          |
| ---------------- | --------------- | ------------------------- | ----------------------------- | ------------------- | -------------------- | -------------------- | -------------------- | --- | ------------- |
| WWE: Raw         |                 |                           |                               |                     |                      |                      |                      | |               |
| 1                | Triple H        | 2 września 2002(dts)      | Raw                           | Milwaukee, WI       | 1                    | 76                   | 76                   | Otrzymał mistrzostwo od Generalnego Menadżera Raw, Erica Bischoffa, zostając pierwszym mistrzem. Triple H pokonał WWE Intercontinental Championa Kane’a 20 października 2002 na No Mercy, unifikując Intercontinental Championship i World Heavyweight Championship.                                                                                             | [ 6 ] [ 7 ]   |
| 2                | Shawn Michaels  | 17 listopada 2002(dts)    | Survivor Series               | Nowy Jork, NY       | 1                    | 28                   | 28                   | Był to pierwszy w historii Elimination Chamber match, w którym również brali udział Chris Jericho, Booker T, Rob Van Dam i Kane. | [ 8 ] [ 9 ]   |
| 3                | Triple H        | 15 grudnia 2002(dts)      | Armageddon                    | Sunrise, FL         | 2                    | 280                  | 280                  | Był to Three Stages of Hell match. | [ 10 ] [ 11 ] |
| 4                | Goldberg        | 21 września 2003(dts)     | Unforgiven                    | Hershey, PA         | 1                    | 84                   | 84                   | Był to Title vs. Career match. Jeśli Triple H zostałby zdyskwalifikowany lub odliczony, straciłby tytuł; jeśli Goldberg przegrałby, zakończyłby karierę. | [ 12 ] [ 13 ] |
| 5                | Triple H        | 14 grudnia 2003(dts)      | Armageddon                    | Orlando, FL         | 3                    | 91                   | 91                   | Był to Triple threat match, w którym również brał udział Kane. | [ 14 ] [ 15 ] |
| 6                | Chris Benoit    | 14 marca 2004(dts)        | WrestleMania XX               | Nowy Jork, NY       | 1                    | 154                  | 154                  | Był to Triple threat match, w którym również brał udział Shawn Michaels. | [ 16 ]        |
| 7                | Randy Orton     | 15 sierpnia 2004(dts)     | SummerSlam                    | Toronto, ON, Kanada | 1                    | 28                   | 28                   | | [ 17 ] [ 18 ] |
| 8                | Triple H        | 12 września 2004(dts)     | Unforgiven                    | Portland, OR        | 4                    | 85                   | 85                   | | [ 19 ] [ 20 ] |
| —                | Wakat           | 6 grudnia 2004(dts)       | Raw                           | Baltimore, MD       | —                    | —                    | —                    | Mistrzostwo zostało zwakowane po podwójnym przypięciu w triple threat matchu, w którym brali również udział Chris Benoit i Edge. | [ 21 ] [ 22 ] |
| 9                | Triple H        | 9 stycznia 2005(dts)      | New Year’s Revolution         | San Juan, PR        | 5                    | 84                   | 84                   | Pokonał Chrisa Benoit, Chrisa Jericho, Randy’ego Ortona, Batistę i Edge’a w Elimination Chamber matchu o zwakowany tytuł. Shawn Michaels był sędzią specjalnym. | [ 21 ] [ 23 ] |
| 10               | Batista         | 3 kwietnia 2005(dts)      | WrestleMania 21               | Los Angeles, CA     | 1                    | 282                  | 282                  | Tytuł stał się ekskluzywny dla brandu SmackDown! 30 czerwca 2005, gdy Batista został przeniesiony do tego brandu w Draft Lottery. | [ 24 ] [ 25 ] |
| WWE: SmackDown   |                 |                           |                               |                     |                      |                      |                      | |               |
| —                | Wakat           | 10 stycznia 2006(dts)     | SmackDown!                    | Filadelfia, PA      | —                    | —                    | —                    | Batista zwakował tytuł po tym jak doznał kontuzji tricepsu. Wyemitowano 13 stycznia 2006. | [ 26 ] [ 27 ] |
| 11               | Kurt Angle      | 10 stycznia 2006(dts)     | SmackDown!                    | Filadelfia, PA      | 1                    | 82                   | 82                   | Był to 20-osobowy Battle Royal o zwakowany tytuł. Wyemitowano 13 stycznia 2006. | [ 26 ] [ 27 ] |
| 12               | Rey Mysterio    | 2 kwietnia 2006(dts)      | WrestleMania 22               | Rosemont, IL        | 1                    | 112                  | 112                  | Był to Triple threat match, w którym brał również udział Randy Orton. Mistrz był zapowiadany jako "World Champion", gdyż Mysterio nie był zawodnikiem wagi ciężkiej. | [ 28 ] [ 29 ] |
| 13               | King Booker     | 23 lipca 2006(dts)        | The Great American Bash       | Indianapolis, IN    | 1                    | 126                  | 126                  | | [ 30 ] [ 31 ] |
| 14               | Batista         | 26 listopada 2006(dts)    | Survivor Series               | Filadelfia, PA      | 2                    | 126                  | 126                  | Był to Last Chance match. Jeśli King Booker zostałby zdyskwalifikowany lub odliczony, straciłby tytuł. | [ 32 ] [ 33 ] |
| 15               | The Undertaker  | 1 kwietnia 2007(dts)      | WrestleMania 23               | Detroit, MI         | 1                    | 37                   | 37                   | | [ 34 ] [ 35 ] |
| 16               | Edge            | 8 maja 2007(dts)          | SmackDown!                    | Pittsburgh, PA      | 1                    | 70                   | 70                   | Wykorzystał swój kontrakt Money in the Bank, który zdobył z rąk Mr. Kennedy’ego na Raw w tym samym tygodniu. Po wygranej, Edge został przeniesiony do rosteru SmackDown. Wyemitowano 11 maja 2007. | [ 36 ] [ 37 ] |
| —                | Wakat           | 17 lipca 2007(dts)        | SmackDown!                    | Laredo, TX          | —                    | —                    | —                    | Edge zwakował tytuł po tym jak doznał kontuzji klatki piersiowej. Wyemitowano 20 lipca 2007. | [ 38 ] [ 39 ] |
| 17               | The Great Khali | 17 lipca 2007(dts)        | SmackDown!                    | Laredo, TX          | 1                    | 61                   | 61                   | Był to 20-osobowy Battle Royal o zwakowany tytuł. Wyemitowano 20 lipca 2007. | [ 38 ] [ 39 ] |
| 18               | Batista         | 16 września 2007(dts)     | Unforgiven                    | Memphis, TN         | 3                    | 91                   | 91                   | Był to Triple threat match, w którym brał również udział Rey Mysterio. | [ 40 ] [ 41 ] |
| 19               | Edge            | 16 grudnia 2007(dts)      | Armageddon                    | Pittsburgh, PA      | 2                    | 105                  | 106                  | Był to Triple threat match, w którym brał również udział The Undertaker. | [ 42 ] [ 43 ] |
| 20               | The Undertaker  | 30 marca 2008(dts)        | WrestleMania XXIV             | Orlando, FL         | 2                    | 30                   | 33                   | | [ 44 ] [ 45 ] |
| —                | Wakat           | 29 kwietnia 2008(dts)     | SmackDown                     | Atlantic City, NJ   | —                    | —                    | —                    | Generalna Menedżerka SmackDown Vickie Guerrero pozbawiła Takera tytułu za użycie dźwigni Hell’s Gate, który uznała za niebezpieczny. Wyemitowano 2 maja 2008. | [ 46 ] [ 47 ] |
| 21               | Edge            | 1 czerwca 2008(dts)       | One Night Stand               | San Diego, CA       | 3                    | 29                   | 29                   | Pokonał The Undertakera w Tables, Ladders, and Chairs matchu o zwakowany tytuł. Zgodnie z stypulacją przed walką, Undertaker był (kayfabe) zbanowany z WWE. | [ 46 ] [ 48 ] |
| 22               | CM Punk         | 30 czerwca 2008(dts)      | Raw                           | Oklahoma City, OK   | 1                    | 69                   | 69                   | Wykorzystał swój kontrakt Money in the Bank. Tytuł został przeniesiony do brandu Raw ze względu na status Punka jako wrestlera Raw, do którego został przydzielony tydzień wcześniej w drafcie. | [ 49 ] [ 50 ] |
| WWE: Raw         |                 |                           |                               |                     |                      |                      |                      | |               |
| 23               | Chris Jericho   | 7 września 2008(dts)      | Unforgiven                    | Cleveland, OH       | 1                    | 49                   | 49                   | Był to Championship Scramble, w którym brali również udział John "Bradshaw" Layfield, Batista, Rey Mysterio i Kane. Jericho wziął zastępstwo za mistrza CM Punka, który przed walką został zaatakowany przez Legacy. | [ 51 ] [ 52 ] |
| 24               | Batista         | 26 października 2008(dts) | Cyber Sunday                  | Phoenix, AZ         | 4                    | 8                    | 8                    | Stone Cold Steve Austin był sędzią specjalnym. | [ 53 ] [ 54 ] |
| 25               | Chris Jericho   | 3 listopada 2008(dts)     | Raw                           | Tampa, FL           | 2                    | 20                   | 20                   | Był to Steel Cage match. | [ 55 ] [ 56 ] |
| 26               | John Cena       | 23 listopada 2008(dts)    | Survivor Series               | Boston, MA          | 1                    | 84                   | 84                   | | [ 57 ] [ 58 ] |
| 27               | Edge            | 15 lutego 2009(dts)       | No Way Out                    | Seattle, WA         | 4                    | 49                   | 48                   | Był to Elimination Chamber match, w którym również brali udział Chris Jericho, Rey Mysterio, Mike Knox i Kane. Edge, członek rosteru SmackDown, zaatakował Kofiego Kingstona i dołączył do walki za niego. Tytuł został ekskluzywny dla SmackDown i od kiedy WWE Champion Triple H był również członkiem SmackDown, oba tytuły były ekskluzywne dla tego brandu. | [ 59 ] [ 60 ] |
| WWE: SmackDown   |                 |                           |                               |                     |                      |                      |                      | |               |
| 28               | John Cena       | 5 kwietnia 2009(dts)      | WrestleMania 25               | Houston, TX         | 2                    | 21                   | 21                   | Był to Triple threat match, w którym brał również udział Big Show. Tytuł stał się ekskluzywny dla brandu Raw, gdyż Cena był członkiem rosteru Raw. Po tym jak Triple H został przeniesiony na Raw tydzień później, obra tytuły były ekskluzywne dla Raw. | [ 61 ] [ 62 ] |
| WWE: Raw         |                 |                           |                               |                     |                      |                      |                      | |               |
| 29               | Edge            | 26 kwietnia 2009(dts)     | Backlash                      | Providence, RI      | 5                    | 42                   | 42                   | Był to Last Man Standing match. Mistrzostwo ponownie stało się ekskluzywne dla SmackDown. | [ 63 ] [ 64 ] |
| WWE: SmackDown   |                 |                           |                               |                     |                      |                      |                      | |               |
| 30               | Jeff Hardy      | 7 czerwca 2009(dts)       | Extreme Rules                 | Nowy Orlean, LA     | 1                    | <1                   | <1                   | Był to Ladder match. | [ 65 ] [ 66 ] |
| 31               | CM Punk         | 7 czerwca 2009(dts)       | Extreme Rules                 | Nowy Orlean, LA     | 2                    | 49                   | 49                   | Wykorzystał swój kontrakt Money in the Bank | [ 66 ] [ 67 ] |
| 32               | Jeff Hardy      | 26 lipca 2009(dts)        | Night of Champions            | Filadelfia, PA      | 2                    | 28                   | 28                   | | [ 68 ] [ 69 ] |
| 33               | CM Punk         | 23 sierpnia 2009(dts)     | SummerSlam                    | Los Angeles, CA     | 3                    | 42                   | 42                   | Był to Tables, Ladders and Chairs match. | [ 70 ] [ 71 ] |
| 34               | The Undertaker  | 4 października 2009(dts)  | Hell in a Cell                | Newark, NJ          | 3                    | 140                  | 140                  | Był to Hell in a Cell match. | [ 72 ] [ 73 ] |
| 35               | Chris Jericho   | 21 lutego 2010(dts)       | Elimination Chamber           | St. Louis, MO       | 3                    | 37                   | 40                   | Był to Elimination Chamber match, w którym brali również udział John Morrison, R-Truth, CM Punk i Rey Mysterio. | [ 74 ]        |
| 36               | Jack Swagger    | 30 marca 2010(dts)        | SmackDown                     | Las Vegas, NV       | 1                    | 82                   | 79                   | Wykorzystał swój kontrakt Money in the Bank. Swagger przeszedł z Raw na SmackDown od kiedy wygrał tytuł. Wyemitowano 2 kwietnia 2010. | [ 75 ] [ 76 ] |
| 37               | Rey Mysterio    | 20 czerwca 2010(dts)      | Fatal 4-Way                   | Uniondale, NY       | 2                    | 28                   | 28                   | Był to Fatal 4-way match, w którym brali również udział Big Show i CM Punk. Mysterio był zapowiadany jako "World Champion", gdyż nie był zawodnikiem wagi ciężkiej. | [ 77 ]        |
| 38               | Kane            | 18 lipca 2010(dts)        | Money in the Bank             | Kansas City, MO     | 1                    | 154                  | 154                  | Wykorzystał swój kontrakt Money in the Bank. | [ 78 ]        |
| 39               | Edge            | 19 grudnia 2010(dts)      | TLC: Tables, Ladders & Chairs | Houston, TX         | 6                    | 58                   | 61                   | Był to Fatal 4-way Tables, Ladders and Chairs match, w którym brali również udział Alberto Del Rio i Rey Mysterio. | [ 79 ]        |
| —                | Wakat           | 15 lutego 2011(dts)       | SmackDown                     | San Diego, CA       | —                    | —                    | —                    | Edge został pozbawiony tytułu przez Generalną Menedżerkę SmackDown Vickie Guerrero w wyniku użycia zakazanego spearu w poprzedniej walce. Wyemitowano 18 lutego 2011. | [ 80 ]        |
| 40               | Dolph Ziggler   | 15 lutego 2011(dts)       | SmackDown                     | San Diego, CA       | 1                    | <1                   | <1                   | Otrzymał tytuł od Generalnej Menedżerki SmackDown Vickie Guerrero. Wyemitowano 18 lutego 2011. | [ 80 ]        |
| 41               | Edge            | 15 lutego 2011(dts)       | SmackDown                     | San Diego, CA       | 7                    | 56                   | 55                   | | [ 81 ]        |
| —                | Wakat           | 12 kwietnia 2011(dts)     | SmackDown                     | Albany, NY          | —                    | —                    | —                    | Edge zrzekł się tytułu, gdy zapowiedział natychmiastową emeryturę w wyniku zdiagnozowania zwężenie kręgosłupa. Wyemitowano 15 kwietnia 2011. | [ 82 ]        |
| 42               | Christian       | 1 maja 2011(dts)          | Extreme Rules                 | Tampa, FL           | 1                    | 2                    | 5                    | Pokonał Alberto Del Rio w ladder matchu o zwakowany tytuł. | [ 83 ]        |
| 43               | Randy Orton     | 3 maja 2011(dts)          | SmackDown                     | Orlando, FL         | 2                    | 75                   | 72                   | Wyemitowano 6 maja 2011. | [ 84 ]        |
| 44               | Christian       | 17 lipca 2011(dts)        | Money in the Bank             | Rosemont, IL        | 2                    | 28                   | 28                   | Pokonał Randy’ego Ortona przez dyskwalifikację po tym jak Orton wymierzył mu low-blow. Stypulacją było to, że tytuł może zmienić właściciela przez dyskwalifikację. | [ 85 ] [ 86 ] |
| 45               | Randy Orton     | 14 sierpnia 2011(dts)     | SummerSlam                    | Los Angeles, CA     | 3                    | 35                   | 35                   | Był to No Holds Barred match. 29 sierpnia 2011 zakończono pierwszy podział brandów, pozwalając World Heavyweight Championowi pojawiać się zarówno na Raw jak i na SmackDown. | [ 87 ]        |
| WWE (niemarkowe) |                 |                           |                               |                     |                      |                      |                      | |               |
| 46               | Mark Henry      | 18 września 2011(dts)     | Night of Champions            | Buffalo, NY         | 1                    | 91                   | 92                   | | [ 88 ]        |
| 47               | Big Show        | 18 grudnia 2011(dts)      | TLC: Tables, Ladders & Chairs | Baltimore, MD       | 1                    | <1                   | <1                   | Był to Chairs match. | [ 89 ]        |
| 48               | Daniel Bryan    | 18 grudnia 2011(dts)      | TLC: Tables, Ladders & Chairs | Baltimore, MD       | 1                    | 105                  | 105                  | Wykorzystał swój kontrakt Money in the Bank. | [ 90 ]        |
| 49               | Sheamus         | 1 kwietnia 2012(dts)      | WrestleMania XXVIII           | Miami, FL           | 1                    | 210                  | 211                  | | [ 91 ]        |
| 50               | Big Show        | 28 października 2012(dts) | Hell in a Cell                | Atlanta, GA         | 2                    | 72                   | 72                   | | [ 92 ]        |
| 51               | Alberto Del Rio | 8 stycznia 2013(dts)      | SmackDown                     | Miami, FL           | 1                    | 90                   | 90                   | Był to Last Man Standing match. Wyemitowano 11 stycznia 2013. | [ 93 ]        |
| 52               | Dolph Ziggler   | 8 kwietnia 2013(dts)      | Raw                           | East Rutherford, NJ | 2                    | 69                   | 70                   | Wykorzystał swój kontrakt Money in the Bank. | [ 94 ]        |
| 53               | Alberto Del Rio | 16 czerwca 2013(dts)      | Payback                       | Rosemont, IL        | 2                    | 133                  | 134                  | | [ 95 ]        |
| 54               | John Cena       | 16 czerwca 2013(dts)      | Hell in a Cell                | Miami, FL           | 3                    | 49                   | 50                   | | [ 96 ]        |
| 55               | Randy Orton     | 15 grudnia 2013(dts)      | TLC: Tables, Ladders & Chairs | Houston, TX         | 4                    | <1                   | <1                   | Był to Tables, Ladders and Chairs title unification match, w którym Orton również bronił swojego WWE Championship. | [ 97 ]        |
| —                | Unifikacja      | 15 grudnia 2013(dts)      | TLC: Tables, Ladders & Chairs | Houston, TX         | —                    | —                    | —                    | Zunifikowano z WWE Championship w WWE World Heavyweight Championship. | [ 98 ]        |

## Łączna ilość posiadań

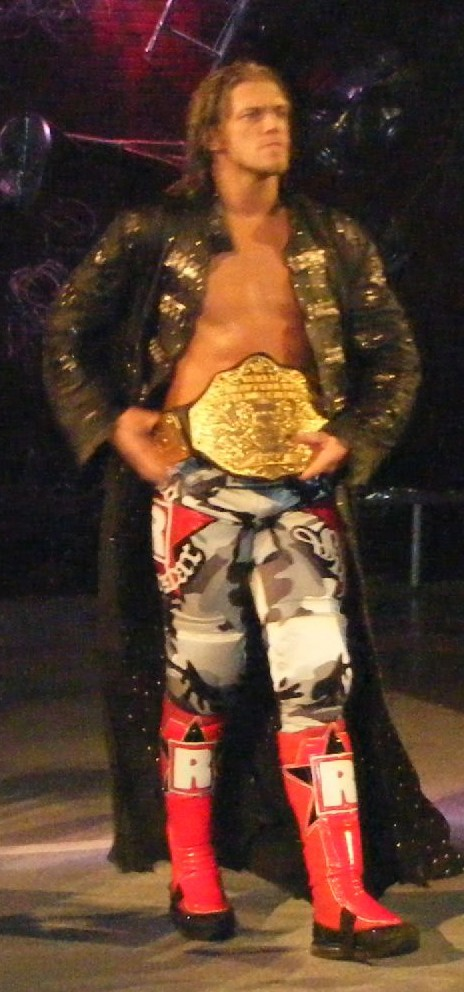
Rekordowo siedmiokrotny posiadacz tytułu Edge.

| Miejsce | Mistrz          | Liczba panowań | Łączna liczba dni | Łączna liczba dni według WWE |
| ------- | --------------- | -------------- | ----------------- | ---------------------------- |
| 1       | Triple H        | 5              | 616               | 616                          |
| 2       | Batista         | 4              | 507               | 507                          |
| 3       | Edge            | 7              | 409               | 411                          |
| 4       | Alberto Del Rio | 2              | 223               | 224                          |
| 5       | Sheamus         | 1              | 210               | 211                          |
| 6       | The Undertaker  | 3              | 207               | 210                          |
| 7       | CM Punk         | 3              | 160               | 160                          |
| 8       | Chris Benoit    | 1              | 154               | 154                          |
| 8       | John Cena       | 3              | 154               | 155                          |
| 8       | Kane            | 1              | 154               | 154                          |
| 11      | Rey Mysterio    | 2              | 140               | 140                          |
| 12      | Randy Orton     | 4              | 138               | 135                          |
| 13      | King Booker     | 1              | 126               | 126                          |
| 14      | Chris Jericho   | 3              | 106               | 109                          |
| 15      | Daniel Bryan    | 1              | 105               | 105                          |
| 16      | Mark Henry      | 1              | 91                | 92                           |
| 17      | Goldberg        | 1              | 84                | 84                           |
| 18      | Jack Swagger    | 1              | 82                | 79                           |
| 18      | Kurt Angle      | 1              | 82                | 82                           |
| 20      | Big Show        | 2              | 72                | 73                           |
| 21      | Dolph Ziggler   | 2              | 69                | 70                           |
| 22      | The Great Khali | 1              | 61                | 61                           |
| 23      | Christian       | 2              | 30                | 33                           |
| 24      | Jeff Hardy      | 2              | 28                | 28                           |
| 24      | Shawn Michaels  | 1              | 28                | 28                           |